# Caius Julius Avitus Alexianus
Pour les articles homonymes, voir Avitus.
Caius Julius Avitus Alexianus, (mort en 217 ) est un homme politique et un sénateur romain originaire d'Émèse, beau-frère de Septime Sévère et grand-père des empereurs Héliogabale et Sévère Alexandre. 

## Biographie
Bien qu'Alexianus soit un citoyen romain né et élevé à Émèse, on sait peu de choses sur ses origines. Il est probablement le fils de Avitus Capitolinus, un notable d'Émèse décédé en 169. Ce que l'on sait de lui provient des inscriptions survivantes et des sources littéraires romaines. Par mariage, il était apparenté à la famille royale d'Émèse et à la dynastie des sévères.
Membre de l'ordre équestre,, servant comme préfet et tribun dans l'armée romaine, puis comme procurateur de l'approvisionnement alimentaire à Rome, étant en poste à Ostie.
Plus tard, il fut promu au Sénat par Septime Sévère, son beau-frère. Après être entré au Sénat avec le rang de préteur en 194, Alexianus fut nommé Légat de la Legio IV Flavia Felix et servit plus tard comme gouverneur de Rhétie qui peut être datée de 196/197. Pendant son proconsulat de Raetia, il dédia un autel au dieu émésène Élagabal. L'autel et son inscription, encore intacts, le mentionnent comme prêtre de l'empereur déifié Titus.
Alexianus a servi comme consul en 200, voire peut-être dès 198 ou 199. Après son consulat, Alexianus ne fut pas nommé à d'autres postes militaires ou politiques, probablement en raison de l'inimitié du préfet du prétoire Gaius Fulvius Plautianus. Après la mort de Plautianus en 205, Alexianus a participé à l'expédition de Septime Sévère en Grande-Bretagne où il a agi comme comes (compagnon) de l'empereur de 208 à 211.
Il a servi comme légat en Dalmatie vers 214 et plus tard comme proconsul en Asie et en Mésopotamie. En 216-217, il est comes de Caracalla dans le cadre de sa campagne contre l'empire parthe. Il mourut de vieillesse alors qu'il se rendait à Chypre, envoyé là-bas par Caracalla en janvier/février 217 pour agir comme conseiller du gouverneur.

## Mariage et enfants
Alexianus a épousé sa parente, Julia Maesa la première fille de Julius Bassianus, grand prêtre du Temple du Soleil. Le temple était dédié au dieu solaire araméen syrien El-Gebal (homologue du Baal phénicien) à Émèse. La sœur cadette de Maesa était l'impératrice Julia Domna, femme de Septime Sévère qui était la mère des empereurs Caracalla et Geta.
De son épouse, il eut deux filles, nées et élevées en Syrie :
- Julia Soemias Bassiana (vers 180-222)
- Julia Avita Mamaea (après 180-235)

Il est le grand-père des empereurs Elagabalus et Sévère Alexandre.

## Sources
- AR Birley, Septime Sévère : L'empereur africain, Routledge, 2002
- J. Hazel, Who's who dans le monde romain, Psychology Press, 2002
- Article de Julius Avitus dans une bibliothèque antique
- Article de Gaius Julius Avitus Alexianus sur Livius.org archive
- Article de Julia Maesa sur Livius.org archive